# مبارکی دو
مبارکی دو، روستایی در دهستان سویسه بخش سویسه شهرستان کارون در استان خوزستان ایران است.

## جمعیت
بر پایه سرشماری عمومی نفوس و مسکن در سال ۱۳۹۵، جمعیت این روستا ۳۷۳ نفر (۸۹ خانوار) بوده است.